# 伊特加·艾特列基·祖利亞
伊特加·艾特列基·祖利亞（Edgar Aldrighi Júnior"，1974年3月30日—），生於巴西南里奧格蘭德州佩洛塔斯，曾為南華助教，同時註冊為球員，司職防守中場，在2006年轉投和富大埔前效力巴西國內球會國際體育會(SM)，加盟後成為中場必然正選，而且更成為球隊中後場的連繫核心，其經驗及技術為球隊不可或缺的一部份。在2011年加盟南華。其外型因與香港一代球星巴貝利相似而被戲稱為「假巴貝利」( 及後巴貝利更曾執教和富大埔 )。

## 球員生涯

### 和富大埔
祖利亞生於巴西南里奧格蘭德州佩洛塔斯，出道時曾效力澳洲球會珀斯光輝，在2006年加盟和富大埔時穿上31號球衣作賽，他的首次為和富大埔上陣的賽事為主場在大埔運動場迎戰南華的聯賽。在2007/08年球季改穿5號球衣，他亦是球隊的十二碼劊子手。在隊友祖爾缺陣的情況下，和富大埔的兩任教練陳曉明及巴貝利均會安排祖利亞出任中堅以穩定後防。在2007/08年球季末段，祖利亞亦經常墮後出任中堅或清道伕位置。

#### 重賽風波
在2007年12月2日面對東方足球隊的聯賽中，和富大埔在球賽的第25分鐘獲判十二碼，祖利亞在主射期間多次作出假動作而被球證鮑世賢判定為欠缺體育精神行為，入球作廢並給予東方一記自由球，然而該判決明顯有違主踢球員違例下射進十二碼，應被判罰入球不算要重射的球例。和富大埔在賽後向足總作出書面抗議及提出上訴並要求重賽，最終為足總以球證未有根據球例所指定的方式去處理事件及參考國際足協於2006年世界盃外圍賽（2005年9月3日）「烏茲別克 對 巴林」的處理方式，而判處比賽需要重賽。重賽中大埔以3-1擊敗東方，入球包括祖利亞的一記十二碼。

#### 優異演出
2007/08年球季的第三十屆省港杯賽事中香港足總決定派出香港聯賽選手隊出戰。而祖利亞在高尼路受傷退隊的情況下獲補選入隊，並成功進入決選名單(在初選名單上的隊友安基斯最終卻告落選)，在首、次兩回合賽事以正選身份上陣，是繼安基斯之後第二名和富大埔球員代表香港聯賽選手隊上陣，第一回合賽後祖利亞的優異演出在球迷間一致叫好下更得到港聯賽領隊羅傑承點名稱讚。而他在港聯陣中出色的表現亦使他在賀歲杯中繼續入選港聯以及擔任正選。向來踢法沉實及不起眼的祖利亞，至此為普遍本地球迷認識及認同實力。作為球隊的十二碼劊子手，祖利亞在2007/08年球季以8個聯賽入球成為球隊的首席射手，以及協助球會打進足總杯決賽，季末更入選了香港足球明星選舉的最佳十一人。2008/09球季，祖利亞持續擔任正時，同時亦繼續入選香港聯賽選手隊出戰賀歲杯，並且擔任隊長。但在初賽及季軍戰中的十二碼決勝中，祖利亞均告射失，加上在賀歲杯前的聯賽面對屯門普高時亦曾主射十二碼宴客，祖利亞連續射失三球十二碼後，聯賽面對謝菲聯一戰中，和富大埔得到的一個十二碼改由李威廉主射。

#### 奪標離隊
2008/09季中段，大埔後防主將祖爾離隊後，球隊沒有把祖利亞移後任守衛，而是嘗試起用新人及讓另一名中場呂志興擔任中堅。因此祖利亞於中場的防守工作更見重要，而年紀漸長活力稍稍下降的他亦減少上前助攻，加上再沒有擔任球隊的十二碼劊子手，使他的入球數字下降。然而，他在中場仍然起著壓陣及指揮的作用，球隊在祖爾離隊後防線經歷調整期，最終反彈再一次打進足總杯決賽。決賽前夕，傳出了祖利亞將會離隊返回巴西或轉投其他本地球會的消息。及後他向傳媒表示，自己與家人分別了多年，他很希望回家。而因天雨影響使足總杯賽事數度延期間，亦使他要將回國的時間推遲，惹來在巴西的兒子不滿。最終以4-2擊敗天水圍飛馬，亦使離隊在即的祖利亞在香港獲得首個錦標。在2011年，祖利亞正式加盟南華足球隊擔任助教，並同時註冊成南華球員，球衣號碼為21。

## 個人生活
他的英語能力亦成為本地球員與巴西外援的溝通橋樑。祖利亞曾經向香港特區行政首長曾蔭權表示，他來自巴西較貧窮的南部，在香港繼續他的足球事業可以為他的太太及兒子帶來穩定生活。

## 個人榮譽
珀斯光輝
- 澳洲甲組足球聯賽冠軍（2002–03季度）

和富大埔
- 第30屆省港盃冠軍（2008）
- 賀歲盃冠軍（2008）
- 香港甲組足球聯賽季軍（2007–08季度）
- 香港足球明星選舉 最佳十一人（2008–09季度）
- 香港足總盃亞軍（2007–08季度）
- 香港足總盃冠軍（2008–09季度）

## 外部連結
- 香港足總網站球員資料 （页面存档备份，存于）
- 南華網站球員資料 （页面存档备份，存于）